# Scommettiamo che...?

Scommettiamo che...? est une émission de télévision italienne diffusée sur la chaîne Rai Uno de 1991 à 1996, puis à plusieurs autres reprises en 1999, 2001 et 2003 sur Rai Uno et en 2008 sur Rai Due. 
Jeu télévisé durant lequel un panel d'invités, constitué de célébrités, doivent parier sur la réussite d'épreuves effectuées par des candidats du public, elle est l'adaptation de l'émission de télévision allemande Wetten, dass..? diffusée depuis 1981 sur ZDF. L'émission est présentée par l'animateur de télévision italien Fabrizio Frizzi.